# Nguyễn Trọng Chính (trung tướng)
Nguyễn Trọng Chính là một sĩ quan cấp cao trong Quân đội nhân dân Việt Nam, hàm Trung tướng, Giáo sư, Tiến sĩ, Thầy thuốc nhân dân
hiện đang là Chính ủy Học viện Quân y.

## Thân thế và sự nghiệp
Tháng 7 năm 1989, ông sang Cộng hòa liên bang Đức hoàn thiện luận án Tiến sĩ.
Năm 1991, ông nhận bằng Tiến sĩ và về nước.
Năm 2009, bổ nhiệm giữ chức Chính ủy Bệnh viện Trung ương Quân đội 108
Năm 2013, bổ nhiệm giữ chức Chính ủy Học viện Quân y
Thiếu tướng (2009), Trung tướng (2014)